# Pycnoporellaceae
Pycnoporellaceae Audet – rodzina grzybów należąca do rzędu żagwiowców (Polyporales).

## Charakterystyka
Owocniki rozpostarte lub rozpostarto-odgięte, rzadko siedzące (pomarańczowiec błyszczący). Powierzchnia o barwie żółtej, pomarańczowej, szarej lub czasami oliwkowej. Hymenofor gładki, z rozproszonymi brodawkami lub poroidalny. System strzępkowy monomityczny. Strzępki z przegrodami, bez sprzążek lub rzadko ze sprzążkami, czasami rozgałęzione, z kryształkami lub bez, cienkie, czasami grubościenne, szkliste lub żółte. Subhymenium gęste. Cystydy cylindryczne do maczugowatych, o długości do 380 μm. Podstawki wąsko maczugowate ze sterygmami o długości do 80 μm. Bazydiospory szkliste lub żółte, gładkie, prawie kuliste, elipsoidalne lub cylindryczne. System kojarzenia heterotaliczny (Pycnoporellus). Powodują zgniliznę brunatną drewna.

## Systematyka
Pozycja w klasyfikacji według Index Fungorum: Pycnoporellaceae, Polyporales, Incertae sedis, Agaricomycetes, Agaricomycotina, Basidiomycota, Fungi.
Takson ten utworzył Serge Audet w 1905 r. Według Index Fungorum bazującego na Dictionary of the Fungi do rodziny Pycnoporellaceae należą rodzaje:
- Aurantiporellus Murrill 1905
- Pycnoporellus Murrill 1905 – pomarańczowiec

Nazwy polskie według W. Wojewody.